# Brusk
Brusk er en vævstype som findes hos mange dyr, navnlig hvirveldyr. Brusk er karakteriseret ved at være fast, samtidigt med at det er elastisk og bøjeligt. Brusk er normalt mælkeblåligt eller gulligt.
Bruskvæv inddeles i elastisk, hyalin og fibrøs brusk:
Hyalin brusk findes på knoglernes ledflader, og mindsker gnidningsmodstanden ved bevægelse. Forreste del af ribbenene går ligeledes over i hyalin brusk, hvilket er med til at give brystkassen sin elasticitet.
Elastisk brusk findes i ører, næse og luftrør og hjælper disse med at holde formen.
Fibrøs brusk findes især imellem rygsøjlens hvirvler, hvor de fungerer stød- og strækabsorberende.
Brusk består kemisk set hovedsageligt af chondrogen. Bruskcellerne som kaldes chondrocyter, er store rundagtige celler der adskilles fra hinanden af en grundsubstans som de producerer og vedligeholder. Bruskvæv indeholder hverken blodkar eller nerver; næringsstoffer mv. diffunderer fra blodkarene i bruskhinden gennem grundsubstansen til de enkelte celler.